# Xã đặc quyền South Haven, Michigan
Xã South Haven (tiếng Anh: South Haven Township) là một xã thuộc quận Van Buren, tiểu bang Michigan, Hoa Kỳ. Năm 2010, dân số của xã này là 3.983 người.